# Weissia calvescens
Weissia calvescens là một loài Rêu trong họ Pottiaceae. Loài này được (Wilson) Braithw. miêu tả khoa học đầu tiên năm 1895.